# Жгучие волоски (членистоногие)

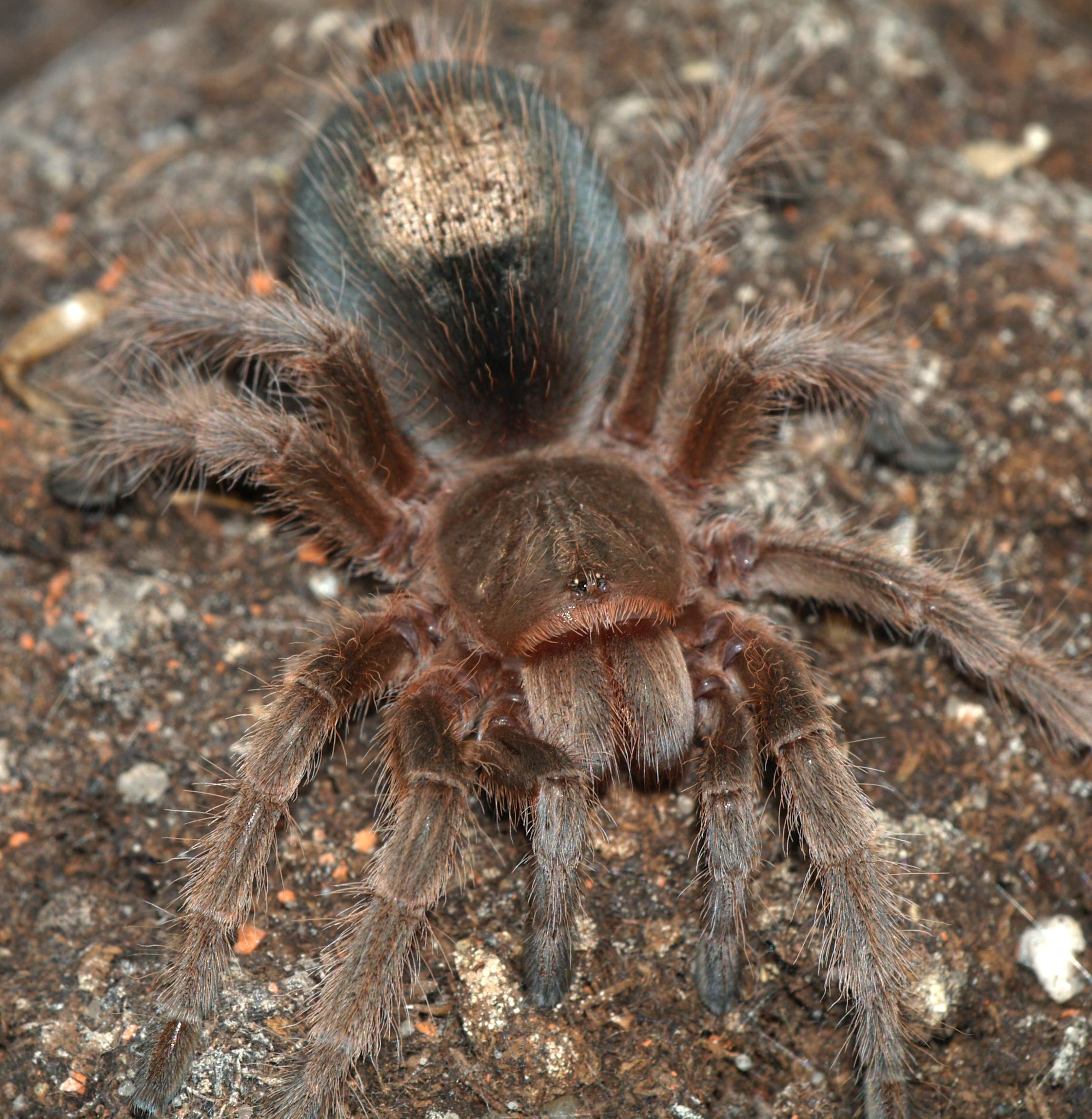
Молодой птицеед Grammostola rosea демонстрирует область жгучих волосков, бликующих во вспышке камеры

Жгучие волоски — один из основных защитных механизмов, используемых членистоногими. Волоски используются некоторыми видами гусениц и пауками-птицеедами Нового Света.
Этот термин означает зазубренные волоски, покрывающие абдомен (брюшко) птицеедов или гусениц со стороны спины, а у птицеедов и задние лапки. Многие виды птицеедов часто стряхивают волоски с лапок или «счищают» с абдомена, направляя их на возможных агрессоров. При попадании волосков на слизистую поверхность (например глаза, лёгкие, нос, реже при попадании на кожу) может возникнуть аллергическая реакция: нестерпимый зуд, резь в глазах, удушье, общая слабость. Обычно симптомы пропадают через несколько часов. Также пауки вплетают волоски в паутину, тем самым защищая своё гнездо. Ядовитые волоски наиболее развиты у наземных и полудревесных видов птицеедов, в чуть меньшей — у норных, и практически отсутствуют у ряда древесных.

## Формирование

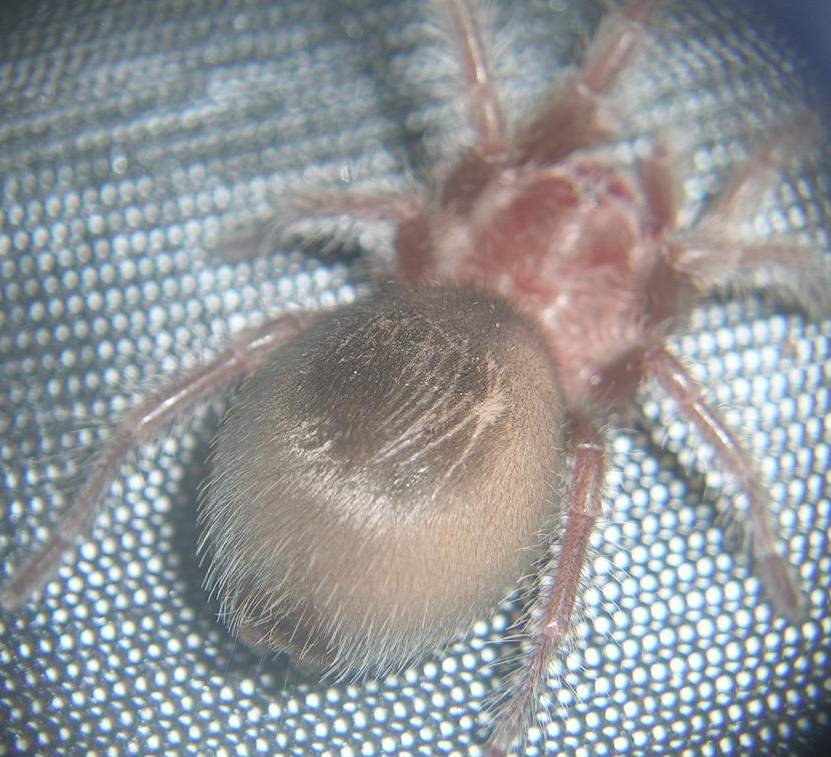
Тёмное пятно жгучих волосков и «лысые» полоски, там где волоски были счёсаны.

Жгучие волоски полностью обновляются при каждой линьке. У молодых птицеедов они заметны как более тёмные области на задней стороне брюшка, в то время как у взрослых особей защитные волоски сливаются с общим тоном окраски. Жгучие волоски не покрывают абдомен целиком, и отличаются от других волосков абдомена.

## Защитное поведение использования волосков

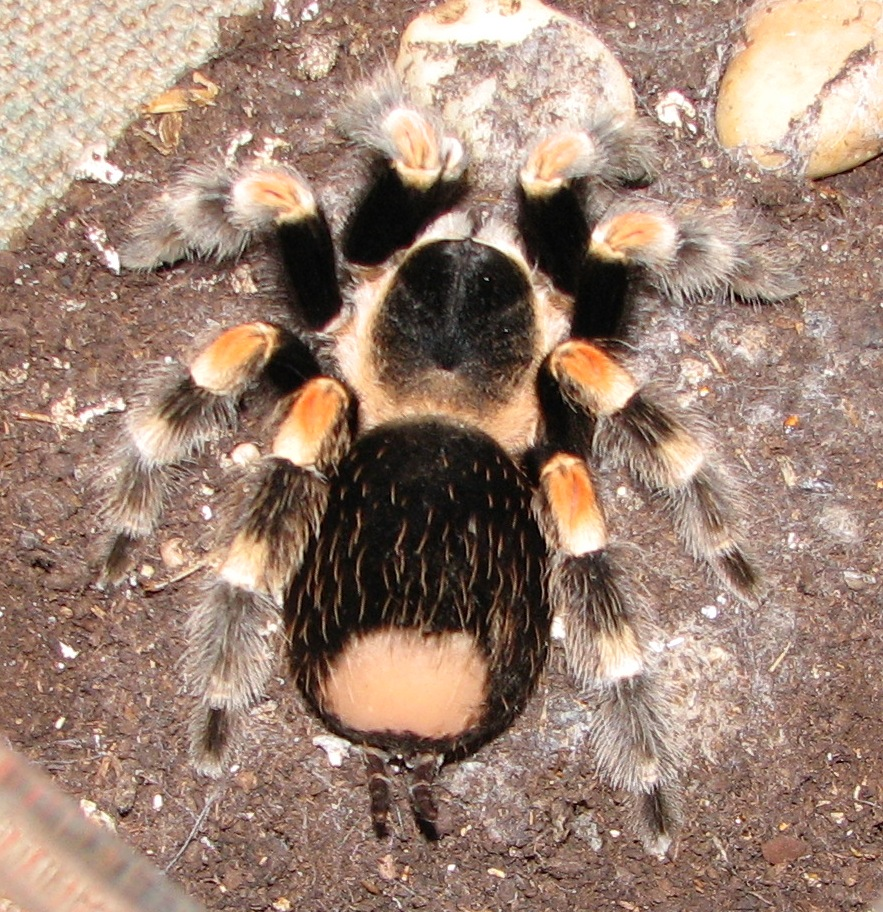
Взрослая самка Brachypelma smithi, демонстрирующая обширную лысину на месте счесанных с абдомена защитных волосков. После линьки волоски должны восстановиться.

## Семейства чешуекрылых со жгучими волосками
Некоторые виды гусениц чешуекрылых имеют жгучие волоски, среди них:
- Anthelidae
- Bombycidae
- Erebidae
- Eupterotidae
- Коконопряды
- Слизневидки
- Мегалопигиды
- Noctuidae
- Хохлатки
- Нимфалиды
- Павлиноглазки

## Прочее
По причине схожего воздействия жгучие волоски иногда называют «крапивными» (en:Urticating — крапивный), но волоски крапивы имеют совершенно другую природу.